# Köf
Köf (Kleinlokomotive mit Ölmotor (Dieselmotor) und Flüssigkeitsgetriebe) ist die Bezeichnung verschiedener Baureihen kleiner Diesellokomotiven der Deutschen Reichsbahn und der Deutschen Bundesbahn, die für den leichten Rangierdienst vorgesehen sind.
Für die Bedienung von Kleinlokomotiven waren statt Lokführern weniger umfangreich ausgebildete Kleinlokführer vorgesehen. Dadurch wurden nicht nur beim Fahrzeug, sondern auch beim Personal erhebliche Einsparungen möglich. Die 1987 bei der Deutschen Bundesbahn vorgenommene Umnummerierung der Baureihen 260/261 in Kleinlok der Reihen 360 ff. resultiert aus diesem Unterschied.
- Köf II 37 kW – 110 kW (50 PS – 150 PS), ab 1930
- Köf III, 177 kW (240 PS), ab 1959

Offiziell war die Bezeichnung bis 1968 (Deutsche Bundesbahn) bzw. 1970 (Deutsche Reichsbahn) in Gebrauch, umgangssprachlich wird der Begriff auch danach und ebenso für ähnliche Lokomotiven anderer Eisenbahnunternehmen verwendet.

## Österreich
Die Bezeichnungen bzw. Abkürzungen wurden mit gleichem Inhalt auch in Österreich verwendet.

## Dänemark
In der Schreibweise Køf handelt es sich um 40 Rangierlokomotiven, die Danske Statsbaner von Frichs in Århus zwischen 1966 und 1969 als DSB Traktor 251–290 erbauen ließ. Als Railion Danmark A/S 2001 sämtliche Güterzugaktivitäten von DSB übernahm, wurde eine große Anzahl dieser Lokomotiven mit übernommen.